# Saho
Saho är en etnisk grupp i Eritrea som talar ett kushitiskt språk nära besläktat med afar. Sahofolket är i huvudsak nomadiska muslimer och befolkar centrala eritreanska höglandets östra rand samt den centrala kusten vid Röda havet.
Sahofolket utgör cirka 25% av Eritreas befolkning